# Астор
Астори — американська й англійська родина.

## Персоналії
- - Джон Джекоб Астор (1763–1848) — американський військовик.
  - Джон Джейкоб Астор IV — син Джона Джейкоба Астора, загинув 1912 року на «Титаніку».
  - Вінсент Астор — син Джона Джейкоба Астора IV.
  - Уальдорф Астор — другий віконт Астор (1879–1952), праправнук Джона Джекоба Астора, був членом парламенту Великої Британії від партії консерваторів у 1910–1919 роках від Плімута, коли він успадковував перство. Був основним власником англійської газети «Observer».
  - Ненсі Ітчер Лангхорн (1879–1964) — леді Астор (американка), дружина Вальдорфа Астора, була першою жінкою — членом парламенту Великої Британії у Палаті представників 1919 року, що зайняла місце свого чоловіка.

## Топоніми
- Астор — гора (3710 м) у горах Гейс (хребет Королеви Мод) в Трансантарктичних горах (Антарктида).